# Ligron
Ligron is een gemeente in het Franse departement Sarthe (regio Pays de la Loire) en telt 432 inwoners (2004). De plaats maakt deel uit van het arrondissement La Flèche.

## Geografie
De oppervlakte van Ligron bedraagt 13,5 km², de bevolkingsdichtheid is 32,0 inwoners per km².
De onderstaande kaart toont de ligging van Ligron met de belangrijkste infrastructuur en aangrenzende gemeenten.

## Demografie
Onderstaande figuur toont het verloop van het inwonertal (bron: INSEE-tellingen).